# The Fire (Matt Cardle)
The Fire è il secondo album in studio del cantante inglese Matt Cardle, pubblicato nel 2012.

## Tracce
1. It's Only Love – 3:13
2. The Fire – 3:36
3. For Every Heartbreak – 3:43
4. Water – 3:38
5. Anywhere – 3:29
6. Anyone Else – 3:04
7. Empire – 3:27
8. All That Matters – 2:55
9. Lately – 5:21
10. The First Time Ever I Saw Your Face – 3:49

Tracce Bonus (Edizione Deluxe)
1. It's Only Love (acoustic) – 3:30
2. Millionaire – 4:00
3. Hanging from Your Heartstrings – 4:04
4. Your Somebody – 3:25